# Абу Сахль аль-Кухи
Абу́ Сахль Ва́йджан (Виджан, Бижан) ибн Руста́м аль-Кухи́ (араб. أبو سهل ويجن بن رستم القوهي‎) — персидский математик и астроном, живший в X веке.
Абу Сахль аль-Кухи был родом из Табаристана. Работал в Багдаде в одно время с Абу-ль-Вафой аль-Бузджани. В 988 году основал здесь новую обсерваторию. Аль-Бируни сообщает, что в этой обсерватории имелся инструмент, представлявший собой круглое здание, в центре потолка которого находился диоптр, через который проходили лучи Солнца, вычерчивавшие на шарообразном полу диаметром в 25 локтей изображения суточных параллелей.
Аль-Кухи переводил сочинения Архимеда и Евклида. Был автором книг «О совершенном циркуле», «О нахождении стороны семиугольника в круге», «О конструировании астролябии», «Об измерении параболоида». Он занимался решением кубических уравнений. Ввыдвинул гипотезу, что вес тела может зависеть от его расстояния до центра Земли.